# 桑蒂斯特万-德尔普埃托
桑蒂斯特万-德尔普埃托（西班牙語：Santisteban del Puerto），是西班牙安达卢西亚自治区哈恩省的一个市镇。总面积373平方公里，总人口4745人（2001年），人口密度13人/平方公里。